# EDIFICE
EDIFICE (The Global Network for B2B Integration in High Tech Industries) ist ein europäisches Industriekonsortium für B2B-Standards mit Fokus auf die High-Tech-Industrie mit Sitz in Genf.
Der Verband unterstützt die Entwicklung und Verbreitung von elektronischen Standards, gibt Empfehlungen für deren Implementierung und dient als Forum zum Wissensaustausch. Zudem fungiert der Verband als europäische User Group für EDIFACT und RosettaNet. Die im Jahre 1986 in Genf gegründete Verband ist eine Non-Profit-Organisation.
Mitglieder sind Halbleiter-, Elektronik-, Software- und Telekommunikationsunternehmen sowie andere Standardisierungsorganisationen mit Sitz in Europa.
Die Implementation Guidelines definieren Subsets des EDIFACT-Standards und können über das EDIFICE Repository kostenlos abgerufen werden. Andere EDIFACT Subsets sind zum Beispiel: EDIKEY, EDIFURN, EANCOM.